# ピエール＝ユーグ・エルベール
ピエール＝ユーグ・エルベール（フランス語: Pierre-Hugues Herbert, 1991年3月18日 - ）は、フランス・アルザス出身のフランス男子プロテニス選手。ATPツアーでシングルスで優勝はないが、ダブルスで23勝がある。自己最高ランキングはシングルス36位、ダブルス2位。身長188cm。右利き、バックハンド・ストロークは両手打ち。

## 選手経歴

### ジュニア時代
テニスコーチである父親の手ほどきにより3歳でテニスを始める。2009年ウィンブルドン選手権のジュニアダブルスで準優勝。

### 2014年
2014年全仏オープンでWCにて4大大会に初出場し、2014年ウィンブルドン選手権で予選を勝ち上がり本戦出場を果たした。

### 2015年 全米ダブルス初優勝
2015年全豪オープンのダブルスでニコラ・マユと組み決勝進出。シモーネ・ボレリ、ファビオ・フォニーニ組に敗れる。2015年全米オープン男子ダブルスでも決勝に進出し、ジェイミー・マリー、ジョン・ピアーズ組に勝利し、グランドスラム初優勝。8月のウィンストン・セーラム・オープンでシングルス初の決勝進出を果たすもケビン・アンダーソンに敗れる。

### 2016年 ウィンブルドンダブルス初優勝
マスターズ1000であるBNPパリバ・オープン、マイアミ・オープン、モンテカルロ・マスターズを3大会制覇する。ウィンブルドン選手権ダブルスではニコラ・マユと組み、初優勝を果たす。

### 2017年 デビス杯初優勝
デビスカップではフランス代表として出場して、リシャール・ガスケと組み、決勝でベルギーを破り、優勝に貢献した。

### 2018年 全仏ダブルス初優勝
グランドスラムではマユとのペアで2016年ウィンブルドン選手権で通算2勝目、地元の2018年全仏オープンで通算3勝目を挙げる。

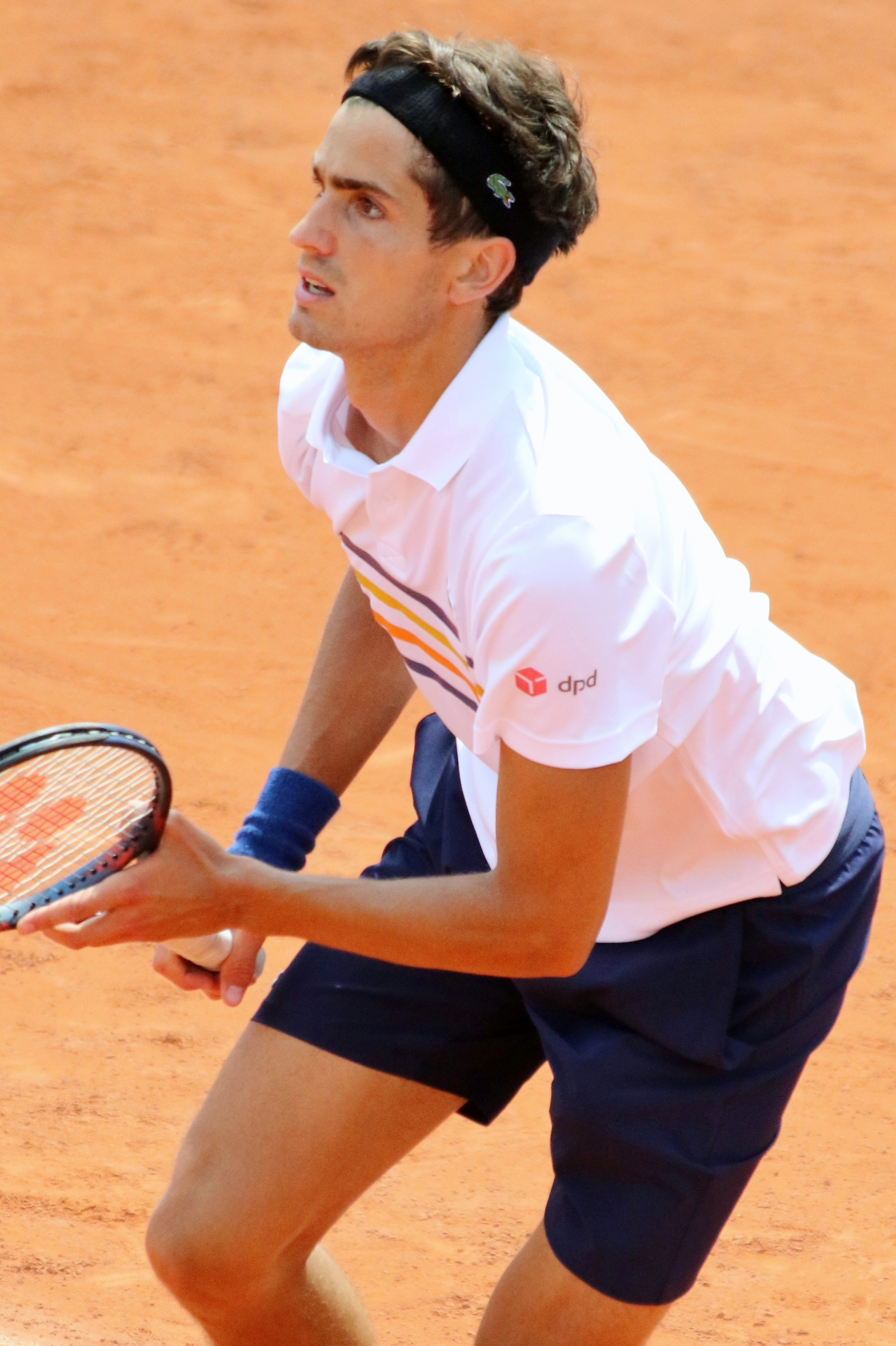
2018年全仏オープンでのピエール＝ユーグ・エルベール

### 2019年 キャリアグランドスラム達成
全豪オープンのダブルスにて、ニコラ・マユと組んで初優勝を果たす。この活躍により、ダブルスでグランドスラムをすべて制覇し、キャリアグランドスラムを達成する偉業を成し遂げた。

### 2021年 全仏ダブルスV2
全仏オープンダブルスでは2年ぶりにグランドスラムで優勝を遂げて、全仏オープンダブルスで2勝目を挙げた。

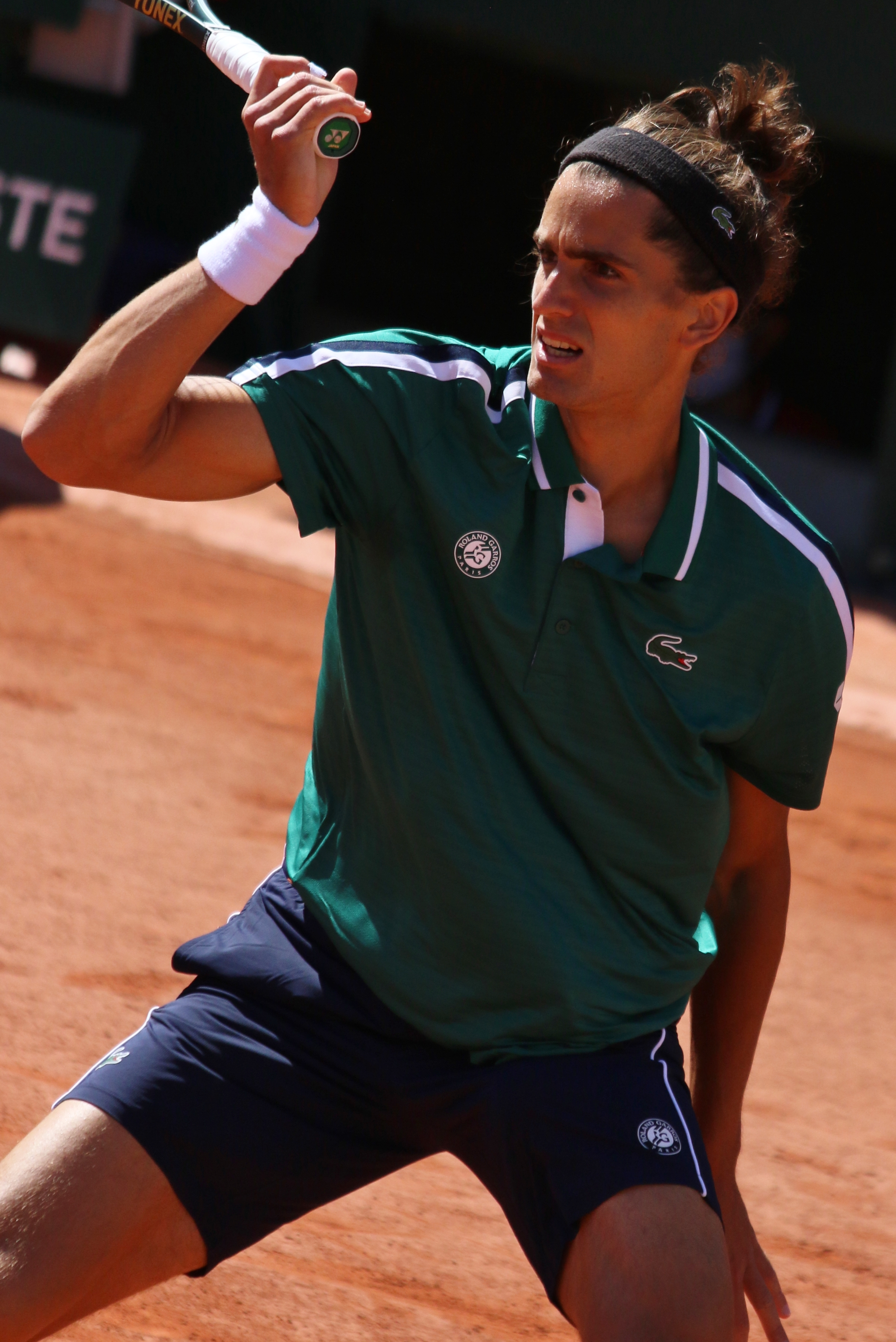
2021年全仏オープンでのピエール＝ユーグ・エルベール

## ATPツアー決勝進出結果

### シングルス: 3回 (0勝3敗)
| 大会グレード                            |
| グランドスラム (0-0)                    |
| ATPワールドツアー・ファイナル (0-0)     |
| ATPワールドツアー・マスターズ1000 (0-0) |
| ATPワールドツアー・500シリーズ (0-0)    |
| ATPワールドツアー・250シリーズ (0–3)    |

| サーフェス別タイトル |
| ハード (0-3)         |
| クレー (0-0)         |
| 芝 (0-0)             |
| カーペット (0-0)     |

| 結果   | No. | 決勝日        | 大会                   | サーフェス     | 対戦相手                         | スコア        |
| ------ | --- | ------------- | ---------------------- | -------------- | -------------------------------- | ------------- |
| 準優勝 | 1.  | 2015年8月29日 | ウィンストン・セーラム | ハード         | ケビン・アンダーソン             | 4-6, 5-7      |
| 準優勝 | 2.  | 2018年9月30日 | 深圳                   | ハード         | 西岡良仁                         | 5–7, 6–2, 4–6 |
| 準優勝 | 3.  | 2019年2月10日 | モンペリエ             | ハード（室内） | ジョー＝ウィルフリード・ツォンガ | 4-6, 2-6      |

### ダブルス: 25回 (18勝7敗)
| 大会グレード                            |
| グランドスラム (4-1)                    |
| ATPワールドツアー・ファイナル (1-1)     |
| ATPワールドツアー・マスターズ1000 (7-1) |
| ATPワールドツアー・500シリーズ (5-0)    |
| ATPワールドツアー・250シリーズ (1–4)    |

| サーフェス別タイトル |
| ハード (12-6)        |
| クレー (3-0)         |
| 芝 (3-1)             |
| カーペット (0-0)     |

| 結果   | No. | 決勝日         | 大会                 | サーフェス     | パートナー           | 対戦相手                                            | スコア              |
| ------ | --- | -------------- | -------------------- | -------------- | -------------------- | --------------------------------------------------- | ------------------- |
| 優勝   | 1.  | 2014年10月5日  | 東京                 | ハード         | ミハル・プシシェズニ | イワン・ドディグ マルセロ・メロ                     | 6–3, 6–7(3), [10–5] |
| 準優勝 | 1.  | 2015年1月31日  | 全豪オープン         | ハード         | ニコラ・マユ         | ファビオ・フォニーニ シモーネ・ボレッリ             | 4–6, 4–6            |
| 準優勝 | 2.  | 2015年6月14日  | スヘルトーヘンボス   | 芝             | ニコラ・マユ         | イボ・カロビッチ ルカシュ・クボット                 | 2-6, 6-7(11)        |
| 優勝   | 2.  | 2015年6月21日  | ロンドン             | 芝             | ニコラ・マユ         | ネナド・ジモニッチ マルチン・マトコフスキ           | 6-2, 6-2            |
| 優勝   | 3.  | 2015年9月12日  | 全米オープン         | ハード         | ニコラ・マユ         | ジェイミー・マリー ジョン・ピアーズ                 | 6–4, 6–4            |
| 準優勝 | 3.  | 2015年9月27日  | メス                 | ハード (室内)  | ニコラ・マユ         | ルカシュ・クボット エドゥアール・ロジェ＝バセラン   | 6-2, 3–6, ［7-10］  |
| 優勝   | 4.  | 2016年3月19日  | インディアンウェルズ | ハード         | ニコラ・マユ         | バセク・ポシュピシル ジャック・ソック               | 6–3, 7–6(5)         |
| 優勝   | 5.  | 2016年4月2日   | マイアミ             | ハード         | ニコラ・マユ         | レイベン・クラーセン ラジーブ・ラム                 | 5-7, 6–1,[10-7]     |
| 優勝   | 6.  | 2016年4月17日  | モンテカルロ         | クレー         | ニコラ・マユ         | ジェイミー・マリー ブルーノ・ソアレス               | 4–6, 6–0, [10–6]    |
| 優勝   | 7.  | 2016年6月20日  | ロンドン             | 芝             | ニコラ・マユ         | アンドレ・サ クリス・グッチョーネ                   | 6-3, 7-6(5)         |
| 優勝   | 8.  | 2016年7月9日   | ウィンブルドン       | 芝             | ニコラ・マユ         | ジュリアン・ベネトー エドゥアール・ロジェ＝バセラン | 6-4, 7-6(1), 6–3    |
| 準優勝 | 4.  | 2016年10月23日 | アントワープ         | ハード (室内)  | ニコラ・マユ         | ダニエル・ネスター エドゥアール・ロジェ＝バセラン   | 4-6, 4-6            |
| 準優勝 | 5.  | 2016年11月6日  | パリ                 | ハード (室内)  | ニコラ・マユ         | ヘンリ・コンティネン ジョン・ピアーズ               | 4–6, 6–3, [6–10]    |
| 優勝   | 9.  | 2017年5月21日  | ローマ               | クレー         | ニコラ・マユ         | イワン・ドディグ マルセル・グラノリェルス           | 4–6, 6–4, [10–3]    |
| 優勝   | 10. | 2017年8月16日  | モントリオール       | ハード         | ニコラ・マユ         | ロハン・ボパンナ イワン・ドディグ                   | 6–4, 3–6, [10–6]    |
| 優勝   | 11. | 2017年8月23日  | シンシナティ         | ハード         | ニコラ・マユ         | ジェイミー・マリー ブルーノ・ソアレス               | 7–6(8), 6–4         |
| 準優勝 | 6.  | 2018年1月7日   | プネー               | ハード         | ジル・シモン         | ロビン・ハーセ マトウィ・ミドルクープ               | 6–7(5), 6–7(5)      |
| 優勝   | 12. | 2018年2月18日  | ロッテルダム         | ハード (室内)  | ニコラ・マユ         | オリバー・マラチ マテ・パビッチ                     | 2–6, 6–2, [10–7]    |
| 優勝   | 13. | 2018年6月9日   | 全仏オープン         | クレー         | ニコラ・マユ         | オリバー・マラチ マテ・パビッチ                     | 6–2, 7–6(4)         |
| 準優勝 | 7.  | 2018年11月18日 | ロンドン             | ハード（室内） | ニコラ・マユ         | マイク・ブライアン ジャック・ソック                 | 7-5, 1-6, [11-13]   |
| 優勝   | 14. | 2019年1月6日   | ドーハ               | ハード         | ダビド・ゴファン     | ロビン・ハーセ マトウィ・ミドルクープ               | 5-7, 6-4, [10-4]    |
| 優勝   | 15. | 2019年1月27日  | 全豪オープン         | ハード         | ニコラ・マユ         | ヘンリ・コンティネン ジョン・ピアース               | 6–4, 7–6(1)         |
| 優勝   | 16. | 2019年10月28日 | パリ                 | ハード (室内)  | ニコラ・マユ         | カレン・ハチャノフ アンドレイ・ルブレフ             | 6–4, 6-1            |
| 優勝   | 17. | 2019年11月17日 | ロンドン             | ハード（室内） | ニコラ・マユ         | レイベン・クラーセン マイケル・ヴィーナス           | 6-3, 6-4            |
| 優勝   | 18. | 2020年2月16日  | ロッテルダム         | ハード（室内） | ニコラ・マユ         | ヤン＝レナード・シュトルフ ヘンリー・コンティネン   | 7-6(5), 4-6, [10-7] |

## シングルス成績

### 4大大会シングルス
略語の説明
| W | F | SF | QF | #R | RR | Q# | LQ | A | Z# | PO | G | S | B | NMS | P | NH |

W=優勝, F=準優勝, SF=ベスト4, QF=ベスト8, #R=#回戦敗退, RR=ラウンドロビン敗退, Q#=予選#回戦敗退, LQ=予選敗退, A=大会不参加, Z#=デビスカップ/BJKカップ地域ゾーン, PO=デビスカップ/BJKカッププレーオフ, G=オリンピック金メダル, S=オリンピック銀メダル, B=オリンピック銅メダル, NMS=マスターズシリーズから降格, P=開催延期, NH=開催なし.
| 大会           | 2014 | 2015 | 2016 | 2017 | 2018 | 2019 | 通算成績 |
| -------------- | ---- | ---- | ---- | ---- | ---- | ---- | -------- |
| 全豪オープン   | LQ   | LQ   | 3R   | 1R   | 1R   | 3R   | 4–4      |
| 全仏オープン   | 1R   | LQ   | 1R   | 2R   | 3R   | 2R   | 4–5      |
| ウィンブルドン | 1R   | 2R   | 3R   | 2R   | 2R   | 1R   | 5–6      |
| 全米オープン   | A    | 1R   | 1R   | 1R   | 2R   | 1R   | 1–5      |

## ダブルス成績

### 4大大会ダブルス
| 大会           | 2010 | 2011 | 2012 | 2013 | 2014 | 2015 | 2016 | 2017 | 2018 | W–L  |
| -------------- | ---- | ---- | ---- | ---- | ---- | ---- | ---- | ---- | ---- | ---- |
| 全豪オープン   |      |      |      |      |      | F    | 2R   | QF   | 2R   | 10–3 |
| 全仏オープン   | A    | 1R   | 1R   | 1R   | 1R   | 3R   | 3R   | 1R   | W    | 10–7 |
| ウィンブルドン |      |      |      |      | Q1   | 3R   | W    | 2R   | 2R   | 10–3 |
| 全米オープン   |      |      |      |      |      | W    | SF   | 1R   | 3R   | 12–3 |